# Robin Hood Outlawed
Robin Hood Outlawed è un cortometraggio muto del 1912 diretto da Charles Raymond.

## Produzione
Il film fu prodotto dalla British & Colonial Kinematograph Company.

## Distribuzione
Distribuito dalla Mov, uscì nelle sale cinematografiche britanniche nel settembre 1912.